# Абукірська битва (1798)
Абукірська битва  (фр. Bataille d'Aboukir; араб. معركة أبي قير البحرية), також Битва на Нілі (англ. Battle of the Nile) — морська битва між англійським (контр-адмірал Гораціо Нельсон) та французьким (віце-адмірал Ф.Брюе) флотами, що відбулася 1-2 серпня 1798 року біля острову Абукір на однойменному мисі в Єгипті, поруч з одним з місць впадіння Нілу в Середземне море.

## Опис битви
Французький флот, в складі 13 лінійних кораблів та 4 фрегатів з 10 тисячами чоловік екіпажу та 1183 гарматами, стояв на якорі в Абукірській затоці в лінію паралельно берегу. Слід відзначити, що командувач французьким флотом не скористався з сприятливих обставин та не забезпечив флоту безпечного базування в Александрії. Кораблі стояли на якорях на рейді, фрегати не проводили розвідку, навчання та бойові чергування на кораблях не проводились, більшість матросів постійно знаходились не на своїх кораблях, а на березі.
1 серпня англійський флот, в складі 14 лінійних кораблів з 8 тисячами чоловік екіпажу та 1012 гарматами, підійшов до Абукіра несподівано для французів. Битва почалася о пів на сьому вечора нападом 5 передових англійських кораблів які пройшли між французькими кораблями й берегом та інших сил з моря. Північно-північно-західний вітер був попутним для англійців і прямо супротивним для французів. До 11 години французи зазнали поразки: 9 кораблів здалося, 4 загинули (найбільший корабель битви «L'Orient»), 4 вдалося втекти. Французи втратили понад 5 тисяч чоловік вбитими, пораненими та полоненими, англійці близько тисячі.
Завдяки своїй перемозі Англія захопила контроль над Середземним морем. І хоча певне сполучення Єгипту з Францією продовжувалось, для підвезення військових резервів вже не було можливості. Ще важливішим для Британії було моральне значення цієї перемоги, яке призвело до того, що супротивники французів у Єгипті значною мірою активізували свої дії. Але найголовнішим було те, що турецький султан, який досі нейтрально ставився до французької експедиції, був змушений почати діяти. Вважаючи скору поразку французів у Єгипті невідворотністю та не бажаючи його окупації Англією, султан Селім III оголосив Франції війну.